# Josef Lukášek
Josef Lukášek (* 15. února 1952 Rychnov nad Kněžnou) je představitelem regionální literatury Východočeského kraje. V letech 2008 až 2020 působil jako zastupitel Královéhradeckého kraje, v letech 2012 až 2016 pak byl radním kraje pro sociální oblast. Je členem KSČM.

## Život
Josef Lukášek vyrůstal ve mlýně ve Východních Čechách v Borohrádku, kde prožil své dětství. Obor učitelství vystudoval na univerzitě v Hradci Králové a několik let pracoval jako učitel fyziky na gymnáziu v Rychnově nad Kněžnou, poté přestoupil na učitelskou pozici v Dobrušce. Mimo svoji profesi strávil 10 let ve funkci tajemníka národního výboru. Více než 30 let působil jako dobrovolný horský záchranář. V mládí hrál ochotnické divadlo a byl členem dobrovolného hasičského sboru. Podílel se na založení Kačenčiny pohádkové říše. Je ženatý, má dvě dcery a zamýšlí sepsání vodnických pohádek.

## Tvorba
Lukášek ve svých dílech využívá botanické znalosti. Jeho pohádky mají ekologický přesah, neboť autor aktivně nabádá k ochraně vzácných rostlin orlické flóry. V díle Lukáška je často tematizováno pytláctví, jako zdroj obživy pro chudé obyvatele orlických chalup. Autor také často zpracovává téma pašeráctví, které bylo v pohraničí častým zdrojem přivýdělku. Josef Lukášek vychází z orlických pověstí a báchorek. Většina jeho pohádek je spojena s existujícími místy východočeské oblasti. Autor ve svém díle odkazuje na mnoho starých, dnes již zaniklých řemesel.
Inspiraci ke psaní hledal různě: v hasičských a sokolských sbornících, v místních a rodinných kronikách, národopisných věstnících a poslouchal povídání potomků pašeráků i obyvatel Orlických hor. Celým dětstvím ho provázely pohádky z úst babičky a otce. Ti ho také přivedli k hledání a sepisování pohádek a pohádkových příběhů Východočeského kraje. Blízká mu byla především pohádková země bájné Kačenky. Tato postava princezny představuje významnou postavu z oblasti Orlických hor, kde slouží jako protiváha ke Krakonošovi. Poprvé se objevila v Babičce Boženy Němcové. V Lukáškově díle je princezna Kateřina hrdinkou, která se snažila zachránit království před pomstou cizích panovníků a stala se vládkyní Orlických hor.
Lukášek píše jednoduchým, ale spisovným jazykem, protože jeho pohádky jsou určeny k přímému vyprávění. Je skvělý vypravěč a svými příběhy dokáže nejmenší čtenáře zaujmout nejen díky dynamickému ději; v jeho pohádkách se objevují různé nadpřirozené bytosti a kouzlené předměty (kouzelný zvoneček přivolávající jaro, stříbrné kladívko k nalezení stříbrné žíly, kouzlené zrcadlo, mošnička atd.). Z reálného světa a života prostých lidí přechází autor do světa pohádkových postav. Kromě typičtějších vodníků a čertů Josef Lukášek ve svém díle představuje i skřítky a permoníky, kteří hrdinu bohatě odmění za jeho dobré skutky. V protikladu ke klasickým pohádkám se příběhy odehrávají v blíže specifikovaném místě, ale až na výjimky v neurčené době.
Přínos tohoto autora je především v tematizaci regionálních bájí a pověstí. Autorovy pohádky pozitivně ovlivňují hodnotový systém dětí, což je typické pro tento literární žánr.

### Dílo
- Průvodce Orlickými horami a podorlickem (1994) - publikace, která přibližuje severovýchodní Čechy, kraj ohraničený na jedné straně masivem Orlických hor a na straně druhé širokým údolím řeky Orlice.
- Pohádky z Orlických hor I (1996) - ilustrace Jarmily Haldové
- Pohádky z Orlických hor II (2001) - volné pokračování 1. dílu
- Korunka princezny Kačenky (2007) - střídmá na pohádkové bytosti, zobrazuje těžký život lidí v horách a podhůří, zobrazuje mezilidské vztahy (především mezi bohatými a chudými)
- Rampušák vypravuje (1994)
- Kačenčina pohádková říše (2004)

## Politická angažovanost
Je členem KSČM.
V komunálních volbách v roce 1994 kandidoval za tuto stranu do Zastupitelstva města Dobruška na Rychnovsku a uspěl. Mandát zastupitele města pak obhájil ve volbách v roce 1998 a v roce 2002. V průběhu volebního období se přestěhoval do obce Bystré v okrese Rychnov nad Kněžnou, kde se v komunálních volbách v roce 2006 stal tamním zastupitelem (kandidoval jako člen KSČM na kandidátce subjektu "Nezávislí pro Bystré"). Ve volbách v letech 2010, 2014, 2018 a 2022tuto pozici obhájil.
V krajských volbách v roce 2008 za KSČM kandidoval do Zastupitelstva Královéhradeckého kraje a uspěl. Mandát krajského zastupitele pak obhájil v krajských volbách v roce 2012 a v listopadu 2012 se stal krajským radním pro sociální oblast. V krajských volbách v roce 2016 obhájil za KSČM post zastupitele Královéhradeckého kraje. Skončil však na pozici radního kraje. Také ve volbách v roce 2020 obhajoval post krajského zastupitele, ale tentokrát neuspěl.
Ve volbách do Senátu PČR v roce 2014 kandidoval za KSČM v obvodu č. 48 – Rychnov nad Kněžnou. Se ziskem 10,75 % hlasů skončil na 4. místě a nepostoupil tak ani do druhého kola.
Ve volbách do Senátu PČR v roce 2020 opět kandidoval za KSČM v obvodu č. 48 – Rychnov nad Kněžnou. Se ziskem 6,41 % hlasů skončil na 6. místě a do druhého kola nepostoupil.